# Pfarrkirche Kraig

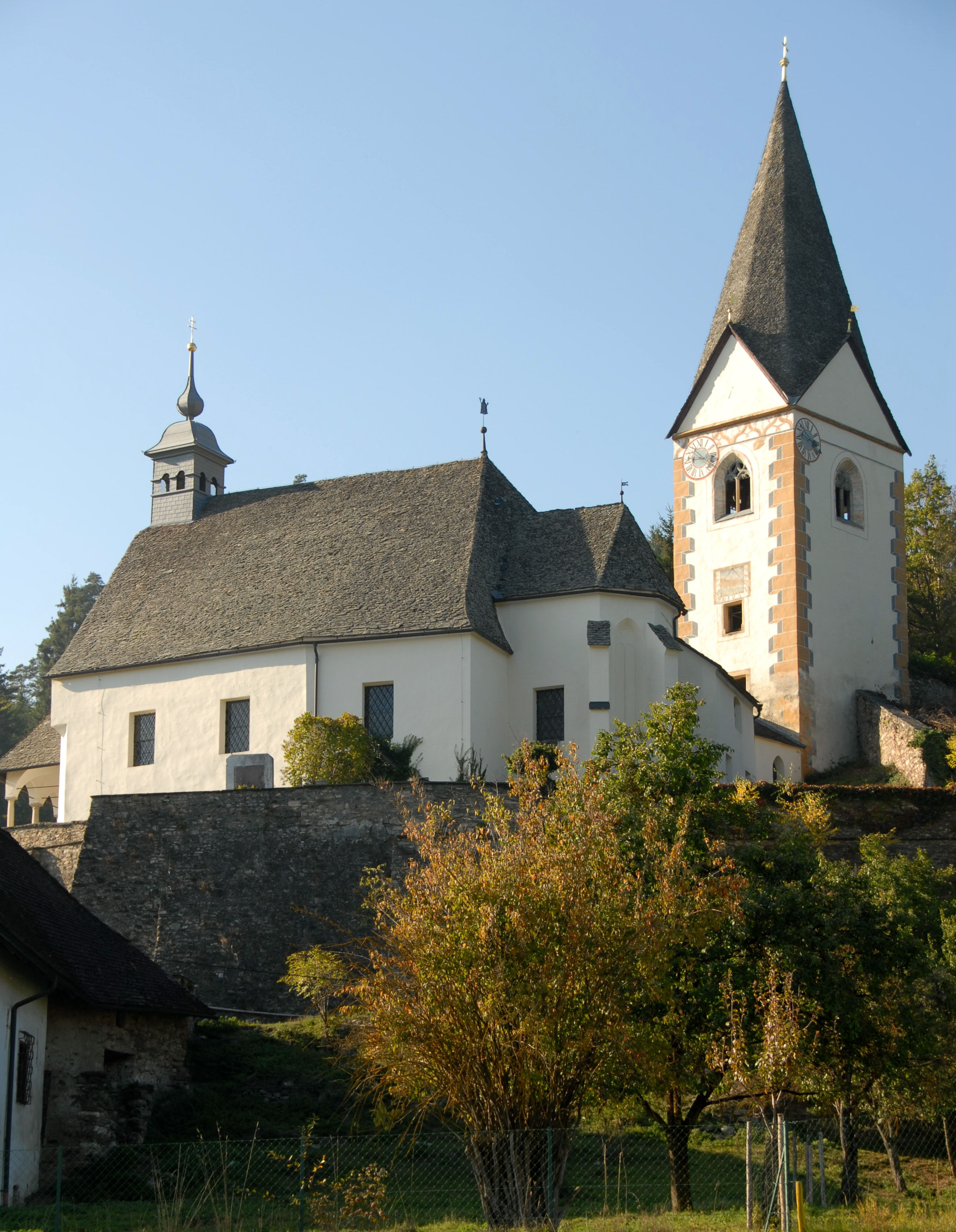

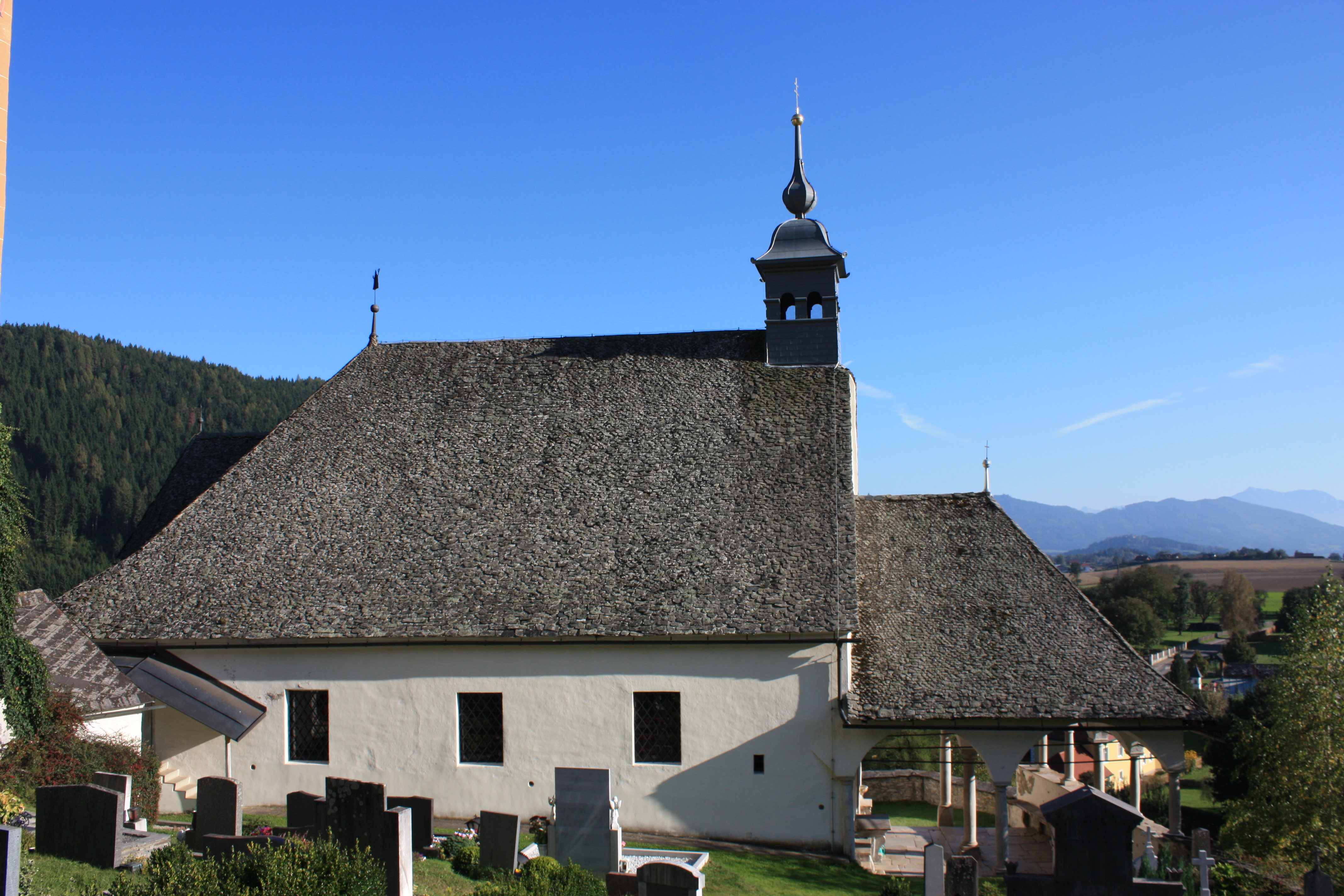
Kirche

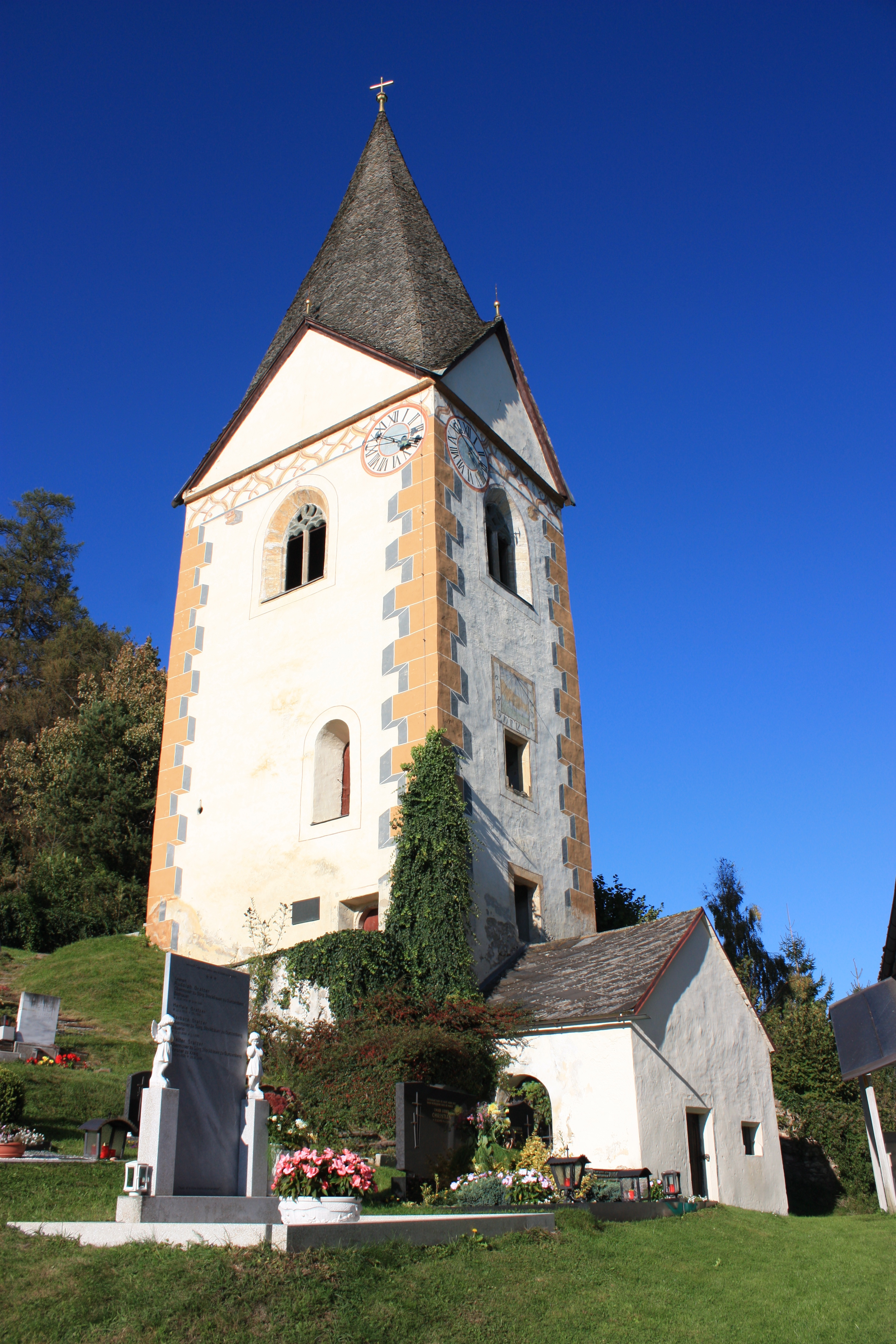
Turm

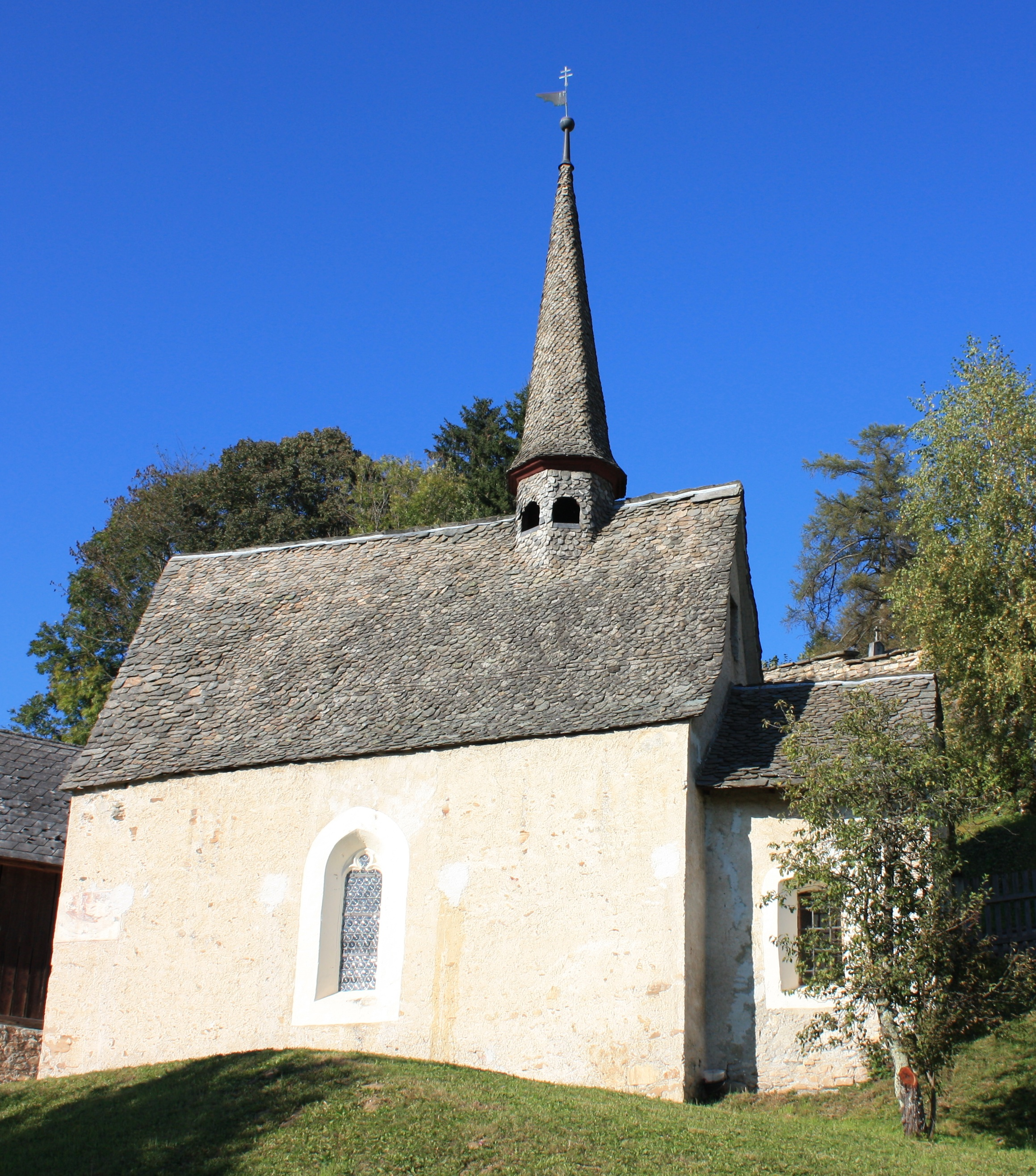
Ulrichskapelle

Die Pfarrkirche Kraig im gleichnamigen Ort in der Gemeinde Frauenstein ist Johannes dem Täufer geweiht.
Die Kirche wurde zwischen 1216 und 1218 erstmals erwähnt und war eine Patronatskirche der Herrschaft Kraig. Spätestens Mitte des 14. Jahrhunderts wurde in Kraig ein Kollegiatstift mit vier Chorherren und einem Propst gegründet. In der Reformationszeit war Kraig ein Zentrum des Protestantismus.
Die Kirchenanlage, bestehend aus der Kirche, einem freistehenden Turm und einer Kapelle wird von einer ehemals wehrhaften Friedhofsmauer mit hohen Futtermauern im Süden und Westen umgeben. Alle drei Gebäude sind mit Steinplattln gedeckt.

## Kirche
Die spätgotische Hallenkirche wird von einem Dachreiter mit Zwiebelhelm bekrönt. Dreistufige Strebepfeiler stützen den Chor aus dem 14. Jahrhundert, dessen Maßwerksfenster vermauert sind. An der Nordseite des Chores ist eine zweigeschoßige Sakristei angebaut. An der nordöstlichen Ecke der Sakristei ist eine römerzeitliche Grabinschrift für das einheimische Ehepaar Memetomarus und Epatia eingemauert. Im Giebel der Westfassade befinden sich Schießscharten. Die um 1590 errichtete Säulenvorhalle ist durch zwei Quertonnen mit Stichkappen gewölbt und steht auf fünf äußeren und drei inneren toskanische Säulen. In der Vorhalle stehen Steintische auf profilierten Renaissancekonsolen.
Man betritt die Kirche durch ein Renaissance-Portal von 1589 mit Marmorgewände und gerader Verdachung. Die Eisenplattentür weist spätgotische Beschläge aus dem 15. Jahrhundert auf.
Das Langhaus wurde im 16. Jahrhundert durch den Zubau des nördlichen Seitenschiffes zu einer dreischiffigen, dreijochigen Halle ausgestaltet. Das spätgotische Netzrippengewölbe ruht auf schlanken achteckigen Pfeilern. Die spätgotische Westempore wurde in der Barockzeit ins Mittelschiff vorgezogen und mit einem hölzernen Dockengeländer versehen. Der kreuzrippengewölbte einjochige Chor mit Fünfachtelschluss hat die Breite des Mittelschiffes. Die Sakramentsnische aus dem 15. Jahrhundert im Chor wird von einem Rosettengitter verschlossen. Über der kreuzgratgewölbten Sakristei befindet sich ein Oratorium.

### Einrichtung
Der um 1760 entstandene und Johann Pacher zugeschriebene Hochaltar trägt im Hauptgeschoß eine Schnitzgruppe der Taufe Christi, flankiert von den Heiligen Zacharias und Joachim, sowie im Aufsatz die Figur Gottvaters, umgeben von den Heiligen Elisabet und Anna.
Am linken Seitenaltar steht eine Madonna aus der Mitte des 18. Jahrhunderts.
Die nach 1788 gefertigte Kanzel wird Johann Georg Hittinger zugeschrieben. Zwischen zwei sitzenden Heiligenfiguren ist am Kanzelkorb ein Relief mit dem Sämann und an der Kanzelrückwand ein Relief mit dem Guten Hirten zu sehen. Die zwei Figuren am Schalldeckel versinnbildlichen die christlichen Tugenden Glaube und Hoffnung, dahinter steht Moses mit den Gesetzestafeln. Man nimmt an, dass die Kanzel ursprünglich anders gestaltet war um am Schalldeckel eine Figurengruppe mit der Verklärung Christi stand, zu der Mose und die beiden Figuren am Kanzelkorb gehörten, dagegen waren die Figuren der Tugenden am Kanzelkorb angebracht.
Die Konsolstatuen der Heiligen Johann Nepomuk und Antonius von Padua aus dem dritten Viertel des 18. Jahrhunderts werden ebenfalls der Werkstatt Johann Pachers zugeschrieben.
In den Kirchenwänden sind zahlreiche Grabsteine von Adligen und Geistlichen eingemauert. Die älteste Grabplatte von Wilhelm I. von Kraig stammt vom Ende des 13. Jahrhunderts.

## Turm
Der Turm am ansteigenden Berghang nördlich der Kirche ist ein Wehrturm des 15. Jahrhunderts mit Schlüsselscharten, maßwerkgeschmückten Schallfenstern und Spitzhelm. Den ursprünglichen Zugang bildete ein rundbogiges Tor im Obergeschoß. Im niedrigen Anbau an der Südseite befindet sich ein Steinrelief einer Kreuzigung vom Anfang des 16. Jahrhunderts, das wahrscheinlich von einem Bildstock stammt.

## Kapelle
Die Kapelle unterhalb der Pfarrkirche ist dem heiligen Ulrich geweiht und dient heute als Aufbahrungshalle. Der spätgotische Bau aus dem 15. Jahrhundert mit eingezogenem quadratischen Chor, hohem spitzen Dachreiter und spitzbogigen, profiliertem Westportal besitzt im Langhaus ein Tonnengewölbe mit Netzrippen und im Chor ein Kreuzrippengewölbe.